# M24 Chaffee
O tanque ligeiro M24 Chaffee foi um tanque de uso dos Estados Unidos na Segunda Guerra Mundial e em conflitos pós-guerra como a Guerra da Coréia, sob o serviço britânico recebeu a alcunha de Chaffee. Foi utilizado pelo exército português.

## Operadores
- Arábia Saudita
- Áustria
- Bélgica
- Camboja
- Chile
- Coreia do Sul
- Dinamarca
- Espanha
- Estados Unidos
- Etiópia
- Filipinas
- França
- Grécia
- Irão
- Iraque
- Itália
- Japão
- Laos
- Noruega
- Países Baixos
- Paquistão
- Portugal
- Reino Unido
- Taiwan
- Tailândia
- Turquia
- Uruguai
- Vietname
- Vietnã do Sul